# 永積安明
永積 安明（ながづみ やすあき、1908年2月6日 - 1995年1月1日）は、国文学者。神戸大学名誉教授。中世文学専攻。

## 経歴
出生から修学期
1908年、山口県下関市で生まれた。東京帝国大学文学部国文学科に進学し、1932年に卒業。
国文学者として
卒業後は、横浜市立商業専門学校講師、法政大学講師を務めた。1954年、神戸大学教授に就任。1961年、学位論文『日本中世文学の成立』を東京大学に提出して文学博士号を取得。
沖縄渡航拒否事件
1964年、琉球大学の招聘教授として中世日本文学を講義する予定であったが、4月「基地安全保障のため」との理由をもとに琉球政府によって拒否された。「永積安明渡航問題対策委員会」が結成され、9月渡航許可がおりた。永積はその後、日本学術会議会員の選挙権、被選挙権を沖縄の学者も持つことができるように尽力した。
1971年、神戸大学を退官し、名誉教授となった。その後は清泉女子大学教授として教鞭をとった。1995年に死去。

## 研究内容・業績
専門は国文学の中でも中世文学。『平家物語』と『太平記』の軍記物語を中心に、民衆史の視点から研究した。

## 著作
著書
- 『平家物語』(日本古典読本 6) 日本評論社 1940
- 『中世文学論』鎌倉時代篇 日本評論社 1944
- 『封建制下の文学』丹波書林 1946
- 『太平記』(続日本古典読本 5) 日本評論社 1948
- 『日本文学評論』伊藤書店, 1948
- 『徒然草』福村書店(国語と文学の教室) 1952
- 『古典文学の伝統』法政大学出版局 1956
- 『中世文学の展望』東京大学出版会 1956
- 『中世文学の成立』岩波書店 1963
- 『沖縄離島』朝日新聞社 1970
- 『中世文学の可能性』岩波書店 1977
- 『軍記物語の世界』朝日選書 1978
  - 文庫化 岩波現代文庫 2002
- 『平家物語を読む 古典文学の世界』岩波ジュニア新書 1980
  - 改版 2009年
  - 再版 吉川弘文館(読みなおす日本史) 2022 ISBN　9784642073172
- 『徒然草を読む』岩波新書黄版 1982
- 『太平記：古典を読む』岩波書店 1984
  - 再版 岩波同時代ライブラリー 1998
- 『『平家物語』の構想』岩波書店 1989

共著
- 『国民の文学』1 松本新八郎共著、御茶の水書房 1953
- 『日本文学の古典』西郷信綱・広末保共著、岩波新書 1954
- 『国民の文学』2 御茶の水書房 1955

校注
- 『方丈記』鴨長明 東京武蔵野書院 1939
- 『十訓抄』岩波文庫 1942
- 『今昔物語集：本朝部』(全6巻) 池上洵一共訳、平凡社(平凡社東洋文庫) 1966-1968
  - オンデマンド 2007年
- 『徒然草』(日本古典文学全集) 小学館 1971
  - 新版 1995年